# Wasserrettungszug

Wasserrettungszug der DLRG

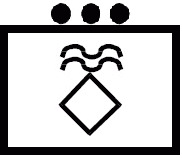
Das taktische Zeichen des Wasserrettungszuges

Der Wasserrettungszug (kurz WRZ) ist eine Taktische Einheit im erweiterten Rettungsdienst und Katastrophenschutz.
Normalerweise wird er von den Wasserrettungsorganisationen, insbesondere der Deutschen Lebens-Rettungs-Gesellschaft (DLRG), der Wasserwacht des DRK bzw. dem Wasserrettungsdienst des ASB, gestellt.
Als Einheiten des Katastrophenschutzes werden Wasserrettungszüge gemäß bundeslandspezifischer Konzepte aufgestellt, entsprechend können sich Fähigkeiten und besonders die Personal- und Materialausstattungen zwischen einzelnen Bundesländern stark unterscheiden. Die Mindestvorgaben regelt ein Stärke- und Ausstattungsnachweis (STAN). 
Während ein WRZ der DLRG in Bayern beispielsweise aus
- 1 Zugführung
- 1 Zugtrupp
- 1 Transport-Logistik Trupp
- 2 Wasserrettungsgruppen (je ein Bootstrupp und ein Einsatztauchtrupp)

mit 32 Einsatzkräften besteht, setzt sich ein WRZ in NRW aus 
- 1 Führungstrupp mit Zugführer
- 2 Bootsgruppen (je zwei selbstständige Bootstrupps)
- 1 Strömungs-/Fließwasserrettungsgruppe (zwei selbstständige Strömungsretter-/Fließwasserrettungstrupps)
- 1 Tauchgruppe (zwei selbstständige Tauchtrupps)
- 1 Logistiktrupp

mit 48 Einsatzkräften zusammen. 
Weitere Fachgruppen können Wasserrettungszüge verstärken:
- Technik- und Logistikgruppe
- Strömungsretter
- Luftrettungsgruppe
- Sanitätsgruppe
- Betreuungsgruppe
- Fachgruppe Umweltgefahren
- sonstige Einheiten

## Aufgaben
Der Wasserrettungszug wird im Katastrophenfall sowie bei rettungsdienstlichen Sonderlagen wie einem Massenanfall von Verletzten (MANV) eingesetzt. Zu seinen Aufgaben zählen:
- Rettung von Menschen und Tieren aus Gefahrenlagen
- Abtransport einer größeren Zahl von Betroffenen
- Versorgung von eingeschlossenen Bevölkerungsteilen
- Sicherungseinsätze für andere Behörden und Organisationen mit Sicherheitsaufgaben
- Personensuche
- Sachbergungen
- Hochwasserhilfe und Deichverteidigung